# Locomotiva FS 159
Le locomotive FS 159 sono state un gruppo di locomotive a vapore per il servizio di linea delle Ferrovie dello Stato (FS).
Furono costruite nel 1871 in quattro unità per la società ferroviaria della Valle di Vág, che eserciva una linea che da Bratislava dirigeva verso il nord-est. Successivamente alla costruzione la società, per ragioni non note, non perfezionò il contratto d'acquisto. La Sigl, pertanto, le vendette alle Strade Ferrate Romane.
A seguito delle Convenzioni ferroviarie del 1885 il parco delle Strade Ferrate Romane confluì in quello della Rete Adriatica, che immatricolò tutte e quattro le macchine pervenutele come RA 991-994.
Tre di esse, le ex RA 991-993, numeri di fabbrica 1225, 1238 e 1239, nel 1906 passarono alle Ferrovie dello Stato, che le inserirono nel proprio gruppo 159 con la numerazione da 1591 a 1593.
Nel 1906 erano assegnate tutte e tre al deposito locomotive di Benevento, ma nel dicembre di quell'anno la 1593 era già stata radiata mentre le altre due erano in officina in attesa di riparazione (fatto che, secondo una prassi consolidata, avrebbe potuto essere l'anticamera della radiazione).
La 1591 fu radiata e destinata alla demolizione nel secondo semestre del 1907. Nel dicembre 1907 la 1592 era ancora assegnata a Benevento e vi rimase fino al primo semestre del 1910 quando anch'essa fu radiata e demolita.
La loro concezione superata e le loro modeste prestazioni (a 45 km/h sviluppavano una potenza di 360 CV, mentre lo sforzo di trazione erogato alla velocità di 40 km/h era di 2 850 kg), come per molte altre macchine di costruzione ottocentesca di pari rodiggio, fecero sì che, nell'ambito del vasto programma di ammodernamento del parco trazione intrapreso dalle FS subito dopo la loro costituzione, esse rientrassero tra le macchine giudicate non più idonee alle esigenze dell'esercizio.